# Tónina
Tónina je příslušnost tónového materiálu hudební skladby k určité stupnici. Mluvíme-li o skladbě, neříkáme tedy, že je ve stupnici G dur, ale v tónině G dur. Znamená to ovšem, že skladatel použil při tvoření skladby převážně tónů ze stupnice G dur. Kolik je stupnic, tolik je i tónin, a jaké má předznamenání stupnice, takové má i tónina.
Hudební dílo však nemusí dodržovat po celou dobu počáteční tóninu. Dojde-li v průběhu skladby ke změně tóniny, jedná se o tzv. modulaci. Skladba se po několika frázích zpravidla vrací do původní tóniny.
Tóninu jednohlasé skladby určíme podle počtu tónů celé skladby (viz tonalita). Obvykle najdeme základní tón (tóniku) na konci skladby, u skladby vícehlasé je rozhodující poslední akord.